# أرسات
الشركة الأرجنتينية لحلول الأقمار الصناعية (شركة أرسات المحدودة) ، والمعروفة عادةً باسم أرسات ، هي شركة اتصالات مملوكة للحكومة الأرجنتينية تأسست عام 2006 كشركة مساهمة عامة بموجب القانون الفيدرالي رقم 26.092.  وفي وقت التأسيس، كانت ملكيتها مشتركة بين وزارة التخطيط الفيدرالي والاستثمار العام والخدمات (98%) ووزارة الاقتصاد والمالية العامة (2%).  

## خطوط الأعمال

### منتجات الأعمال الحالية
اعتبارا من عام 2014، كان لدى أرسات أربعة خطوط عمل: 
- TDA ( الإسبانية: Televisión Digital Abierta ): شبكة بث تلفزيوني أرضي رقمي على مستوى البلاد SATVD-T . [8] أمرت الحكومة الأرجنتينية بإنشاء شبكة أرضية وطنية، حيث يمكن لجميع محطات البث المرخصة بث برامجها من خلال النظام المشترك. [9] [10] تتولى أرسات مسؤولية تطوير وتثبيت محطات البث الأولية البالغ عددها 90 محطة.
- النظام الأرجنتيني للاتصالات الساتلية الثابتة بالنسبة إلى الأرض ( SSGAT باللغة الإسبانية: Sistema Satelital Geoestacionario Argentino de Telecomunicaciones قررت الحكومة الأرجنتينية تمويل نظام أقمار صناعية وطني، حيث تُملأ جميع المواقع المدارية الثابتة المخصصة للاتحاد الدولي للاتصالات بأقمار صناعية مصممة ومصنّعة محليًا. ويشمل النظام حاليًا الأقمار الصناعية

أرسات-1 و أرسات-2 و أرسات-3 .
- - ربط المساواة (بالإسبانية: Conectar Igualdad ): هو البرنامج الوطني لتقليص الفجوة الرقمية . تتولى أرسات مسؤولية قسم الأقمار الصناعية من البرنامج من خلال (SSGAT).
  - TDA : تتولى أرسات أيضًا مسؤولية قطاع البث عبر الأقمار الصناعية لشبكة البث التلفزيوني الرقمي الوطنية.
- الشبكة الفيدرالية للألياف البصرية ( ريفيفو باللغة الإسبانية: Red Federal de Fibra Óptica ): قامت الحكومة الأرجنتينية بتمويل 52,000 كـم (32,000 ميل)شبكة ألياف بصرية لنقل الإنترنت والتلفزيون الرقمي والهواتف والبيانات الخاصة. تتولى أرسات (ARSAT) مسؤولية بنائها وتشغيلها.
  - الاتصال المتساوي : تتولى أرسات أيضًا مسؤولية الاستفادة من رففو لبرنامج الفجوة الرقمية هذا.
  - تي دي أيه : تتولى أرسات أيضًا مسؤولية ربط شبكة TDA الأرضية من خلال رففو.
- مركز البيانات : في محطتها الأرضية في بينافيديز، تيغري بارتيدو ، بوينس آيرس ، قامت شركة أرسات ببناء وتشغيل مركز بيانات بسعة 4,200 م2 (45,000 قدم2) مركز بيانات من تيير III.
- سيتسا : مختبر لاختبارات البيئة. على الرغم من ارتباطه الفعلي بمنشأة تصنيع الأقمار الصناعية التابعة لشركة إنفاب ، إلا أن أرسات تمتلك حصة الأغلبية (80% اعتبارًا من عام 2015). [11]

### منتجات الأعمال السابقة
- ليبر.أر (تم إلغاؤه): في ديسمبر 2012، تم منح أرسات تفويضًا لإنشاء شبكة خلوية تكون مفتوحة للمشغلين الصغار. [12] كان هذا ممكنًا لأن الحكومة احتفظت بمجموعة من نطاقات التردد لمشغل الشبكة الوطنية. [13] لم يتحقق البرنامج أبدًا وبعد 18 شهرًا فقط تم طرح الترددات للمزاد. [14] [15]

## الأقمار الصناعية
| القمر الصناعي | الإطلاق (UTC)                  | مركبة الإطلاق      | موقع الإطلاق             | مدار         | الحمولة                               | حالة                      | ملحوظات                         |
| ------------- | ------------------------------ | ------------------ | ------------------------ | ------------ | ------------------------------------- | ------------------------- | ------------------------------- |
| ناهويل 1أ     | 22:04:00، 30 يناير 1997 (UTC)  | أريان 44L (V93)    | مركز غيانا الفضائي ELA-2 | GSO 71.8 غرب | 27 كيلو أوم نطاق TPE                  | Retired on 2010-06-07     | تم إطلاقه على طول GE-2          |
| أرسات-1       | 21:43:52، 16 أكتوبر 2014 (UTC) | أريان 5ECA (VA220) | مركز غيانا الفضائي ELA-3 | GSO 71.8 غرب | 32 كيلو أوم نطاق TPE                  | 20 أغسطس 2025 Operational | تم إطلاقه على القمر Intelsat 30 |
| أرسات-2       | 20:30:00، 30 سبتمبر 2015 (UTC) | أريان 5ECA (VA226) | مركز غيانا الفضائي ELA-3 | GSO 81 غرب   | 24 IEEE K نطاق TPE و 13 C نطاق TPE    | 20 أغسطس 2025 Operational | تم إطلاقه على طول Sky Muster    |
| أرسات إس جي-1 | 2025                           | TBA                | TBA                      | GSO 81 غرب   | أنبوب منحني متعدد النقاط من نطاق K -a | 2015-09-30 In Development | تحت الإنشاء.                    |

## أنظر أيضاً
- سيتاسا
- ناحويل 1 أ
- أرسات-1
- أرسات-2
- أرسات إس جي-1 (أرسات-3 سابقاً)

## روابط خارجية
- الموقع الرسمي

قالب:Argentine government